# Vaccinium endertii
Vaccinium endertii är en ljungväxtart som beskrevs av J. J. Smith. Vaccinium endertii ingår i Blåbärssläktet, och familjen ljungväxter. Inga underarter finns listade i Catalogue of Life.